# Smågarna (Transtrands socken, Dalarna, 677749-137336)
Smågarna är en sjö i Malung-Sälens kommun i Dalarna och ingår i Dalälvens huvudavrinningsområde. Sjön har en area på 1,68 kvadratkilometer och ligger 480,8 meter över havet. Sjön avvattnas av vattendraget Ögan. Vid provfiske har abborre, gädda och mört fångats i sjön.

## Delavrinningsområde
Smågarna ingår i det delavrinningsområde (677944-137332) som SMHI kallar för Utloppet av Smågarna. Medelhöjden är 498 meter över havet och ytan är 11,65 kvadratkilometer. Räknas de 3 avrinningsområdena uppströms in blir den ackumulerade arean 34,47 kvadratkilometer. Ögan som avvattnar avrinningsområdet har biflödesordning 5, vilket innebär att vattnet flödar genom totalt 5 vattendrag innan det når havet efter 446 kilometer. Avrinningsområdet består mestadels av skog (61 procent) och sankmarker (20 procent). Avrinningsområdet har 1,77 kvadratkilometer vattenytor vilket ger det en sjöprocent på 15,2 procent.